# راینر بونهوف
راینر بونهوف (به آلمانی: Rainer Bonhof) بازیکن فوتبال و هافبک اهل آلمان است که از سال ۱۹۷۲ میلادی عضو تیم ملی فوتبال آلمان بوده‌است. وی در ۵۳ بازی ملی حضور داشته است و آخرین بازی ملی خود را در سال ۱۹۸۱ میلادی انجام داد. راینر بونهوف در بازی‌های ملی‌اش ۹ گل به ثمر رساند.